# 아모르 브래비오
《아모르 브래비오》(스페인어: Amor bravío)은 2012년 방영된 멕시코의 텔레노벨라이다.